# 葛仙湖公园
葛仙湖公园位于中國江苏省镇江市句容市城区，北至华阳西路，南至人民路。相传东晋道教医学家葛洪曾在此炼丹，后得道升天，因此得名。公园曾名郭西塘和华阳公园。葛仙湖与句容玉清河水体相连。公园是受句容市民喜爱的休闲娱乐场所，也是各类活动举办地。公园在2013年底建成了健康主题公园。公园内的主要花卉是垂丝海棠，在三月底至四月初盛开。

## 主要建筑
葛仙湖公园内主要建筑包括大圣塔、葛仙观、华阳书院、三台阁等。大圣塔高89米，有10层，是句容的标志性建筑，也是葛仙湖公园内最高的建筑。历史上在西晋咸宁年间建有一座大圣塔，此后一直是句容的地标建筑。民国时期，砖木结构的宝塔遭烧毁，其残留部分也于上世纪被全部拆除，现在的大圣塔于2002年春在葛仙湖公园内复建。葛仙观始建于梁天监七年，原建筑已不复存在，2004年10月26日于葛仙湖公园内重建。葛仙观每年举办迎新年撞钟祈福活动，活动包括燃香祈福、道教音乐演出、法务活动、撞钟礼仪、烟花燃放以及“拜太岁”等道教传统项目。华阳书院由明代状元李春芳建于万历二十三年（1595年），旧址在第二中学内。清代咸丰年间建筑毁于战火，同治四年（1865年），知县周光斗购民宅，改为书院。光绪二十九年（1903年）秋，在华阳书院创办了句容官立第一高等小学堂。2003年，建筑整体搬迁至葛仙湖公园。

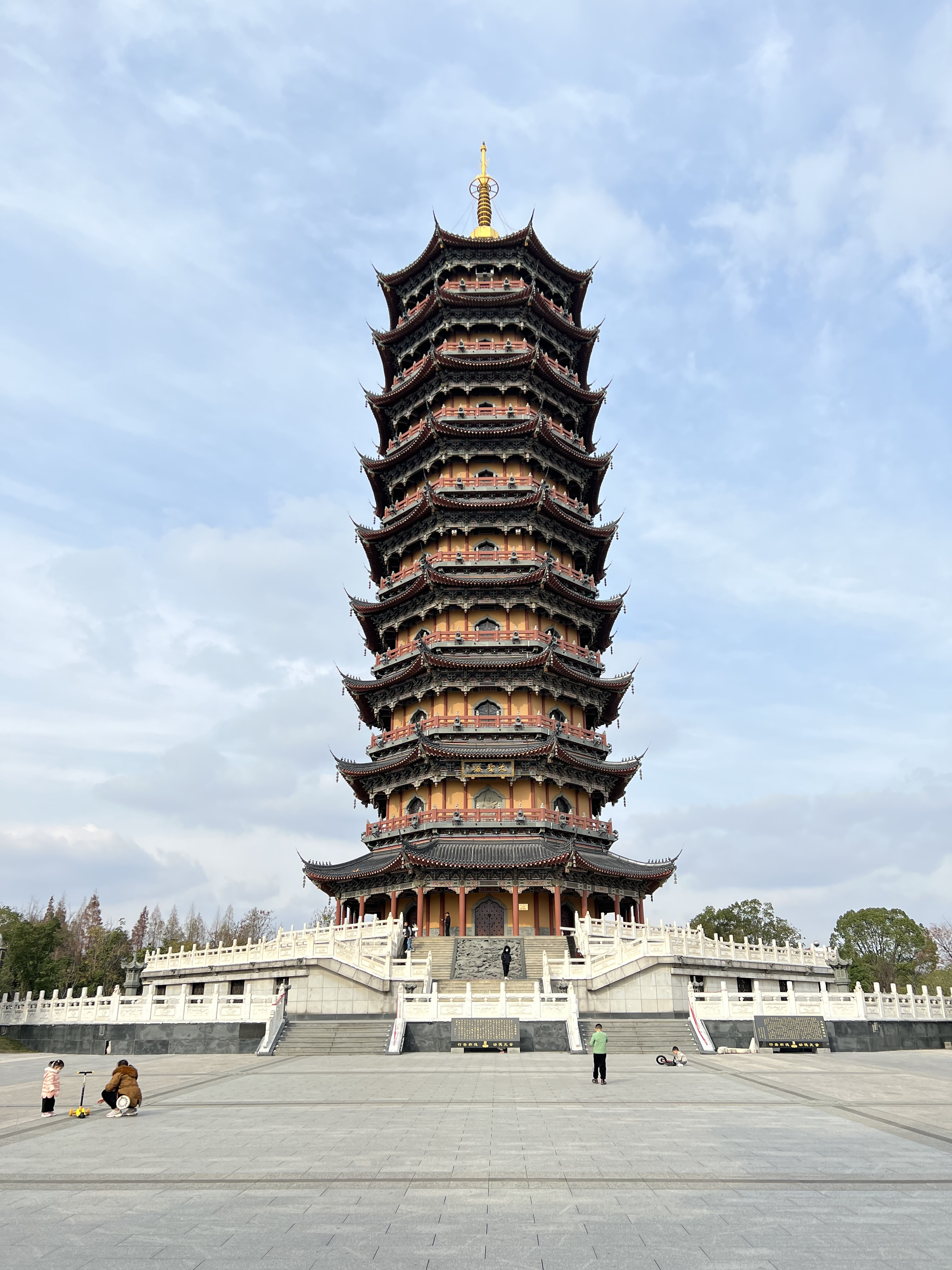
大圣塔
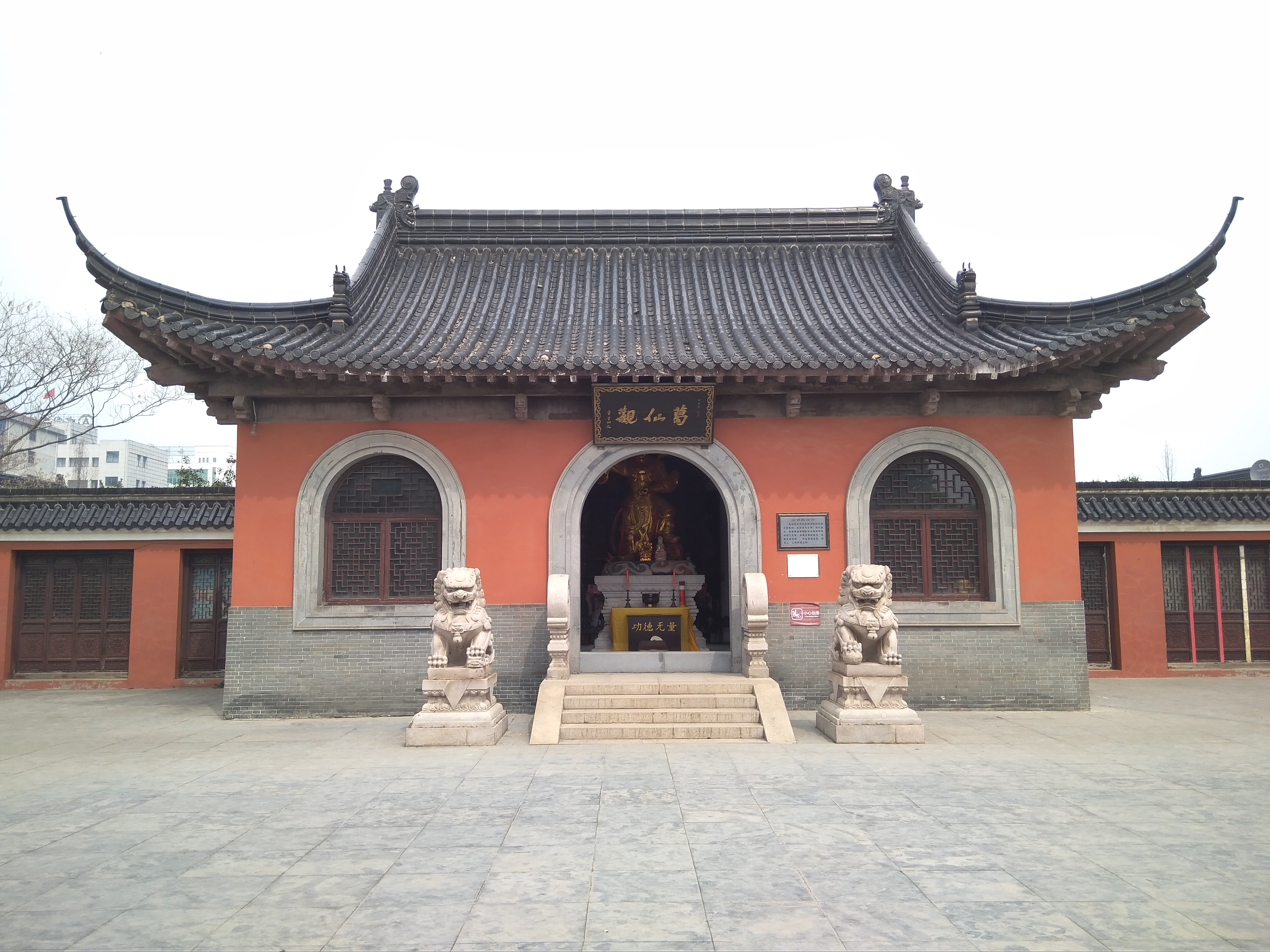
葛仙观

## 建设历史
葛仙湖公园曾先后名为郭西塘和华阳公园，现定名葛仙湖公园。
2011年7月，市园林处对葛仙湖进行换水，将近23万立方米肖杆河水放入葛仙湖，提善了葛仙湖的水文环境。2012年4月，市园林处对葛仙湖公园多处草坪进行翻新。2016年，句容城管局将水环境整治与全国文明城市创建、城市环境综合整治工作相结合，完成了對玉清河沿河景观的升级改造。
2019年，葛仙湖公园启动改建工程，改建后的葛仙湖公园总体景观结构将呈“三台三道一带八景”，包含城市观景阳台、滨水休闲慢步道、环湖运动慢步道、林荫慢步道、文化休闲观光带、抱负台、集庆广场、丝路花带等。工程计划于2020年9月底完工。

## 文艺活动
葛仙湖公园是句容市内主要的举办文艺活动的场所。
2011年10月15日，由市委宣传部和茅山风景区管委会主办的句容市创建省级文明城市文艺演出——“放歌句容”在茅山风景区和葛仙湖公园举行。
2014年7月26日，句容市军休所联合建新社区主办的“和谐军休花更红”暨庆祝建军87周年慰问演出在葛仙湖公园举行。2015年7月28日晚，句容市军休所联合建新社区在葛仙湖公园举办了第二届“和谐军休花更红”文艺演出，以纪念建军88周年以及抗战胜利70周年。
2017年5月27日，由句容市委宣传部、市文化旅游局等单位联合主办的“畅享句曲·文明有约”文艺晚会暨第二届群众文化艺术节开幕式在葛仙湖公园举行。
2018年5月底，句容市崇明街道计生协、河滨社区计生协、甲城社区计生协在葛仙湖公园联合举办“会员心向党建功新时代”暨庆祝计生协成立38周年文艺晚会。2018年10月13日晚，市文联诗歌协会主办的“经典的回声——句容市第五届金秋诗歌朗诵会”在葛仙湖公园举行，有近千名市民前来观看。

## 展览
2010年9月28日至10月2日，葛仙观举行了金陵·句容书法联展，共征集了110件书法作品，其中80余件书法作品是南京、句容两地作者特别为本次展览创作的。

## 体育活动
2017年5月6日上午，葛仙湖公园举行“万步有约”职业人群健走激励大奖赛启动仪式，共25家单位35支参赛队伍300余名参赛队员参加了启动仪式。在仪式最后，所有参赛队员在出席领导的带领下，进行了绕园4圈的实地健走活动。

## 图集

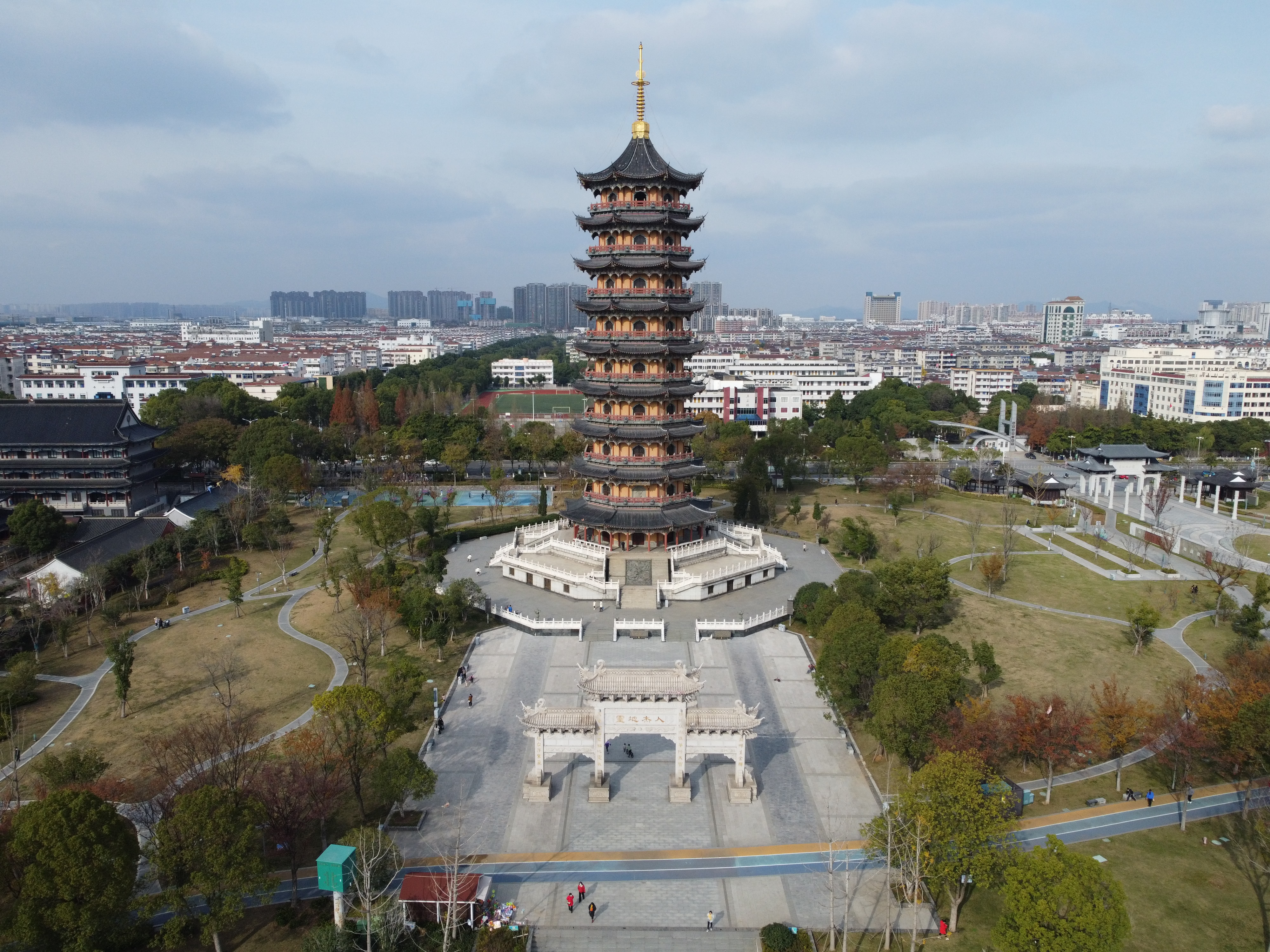
大圣塔
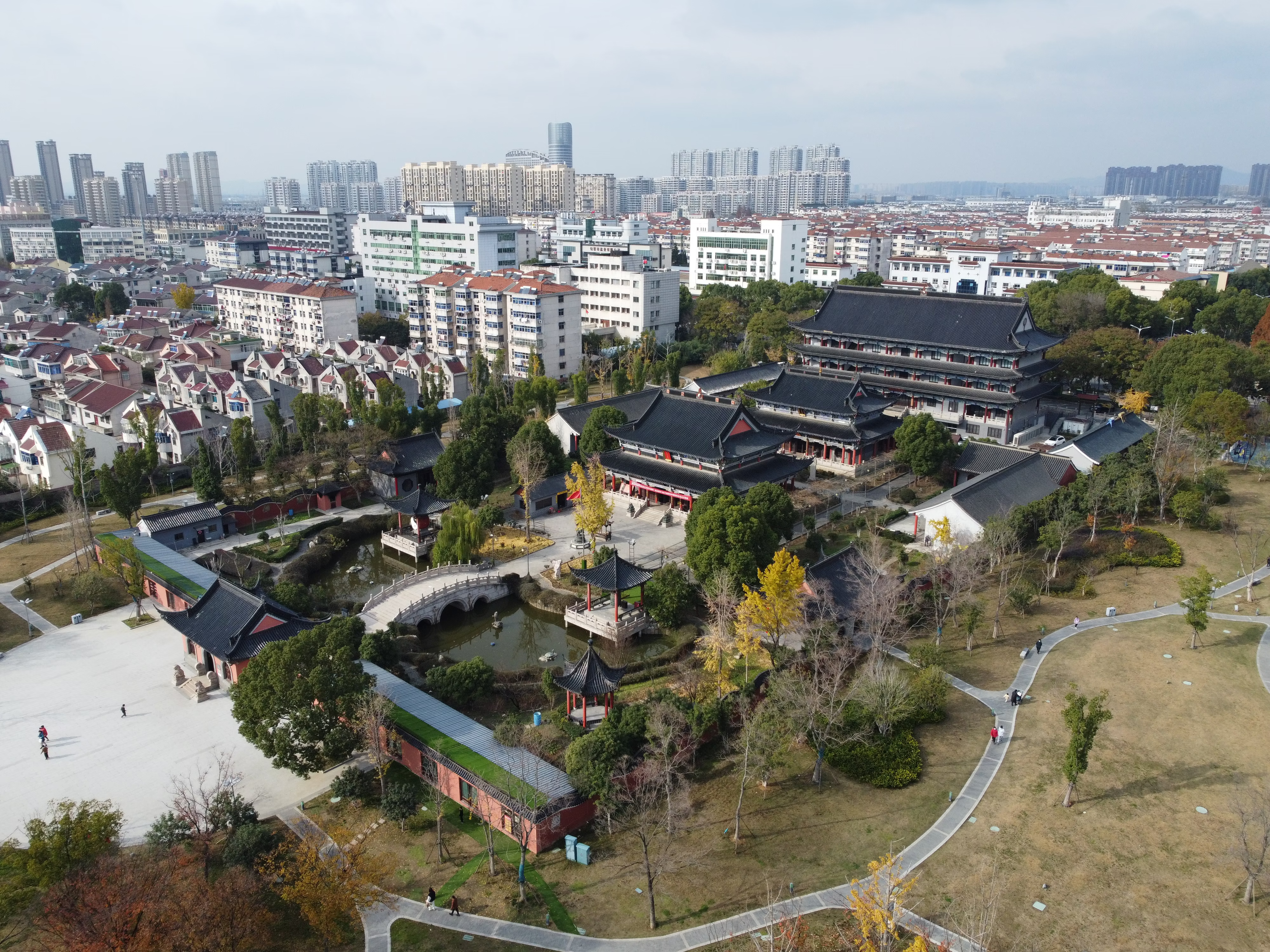
葛仙观
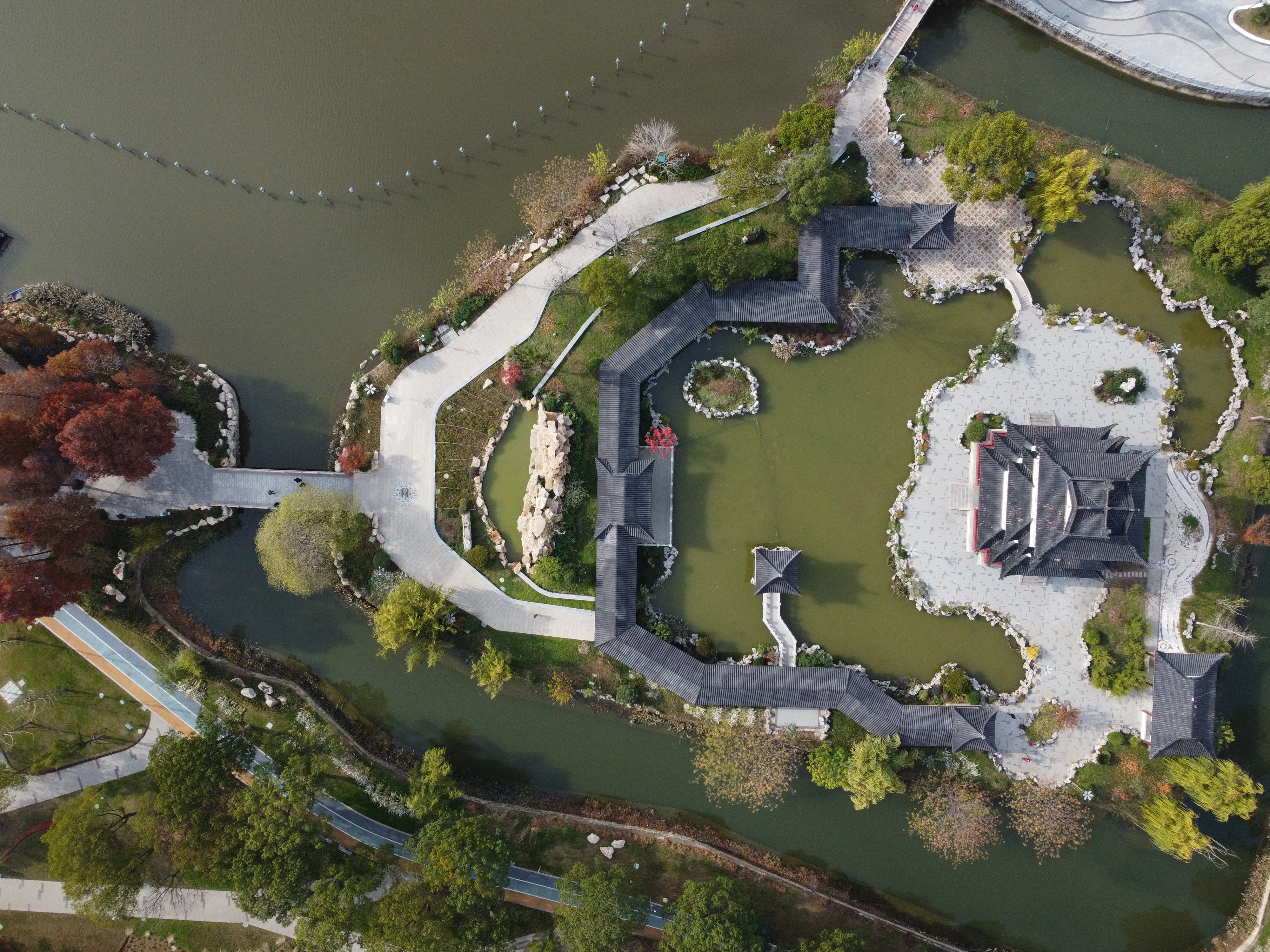
航拍
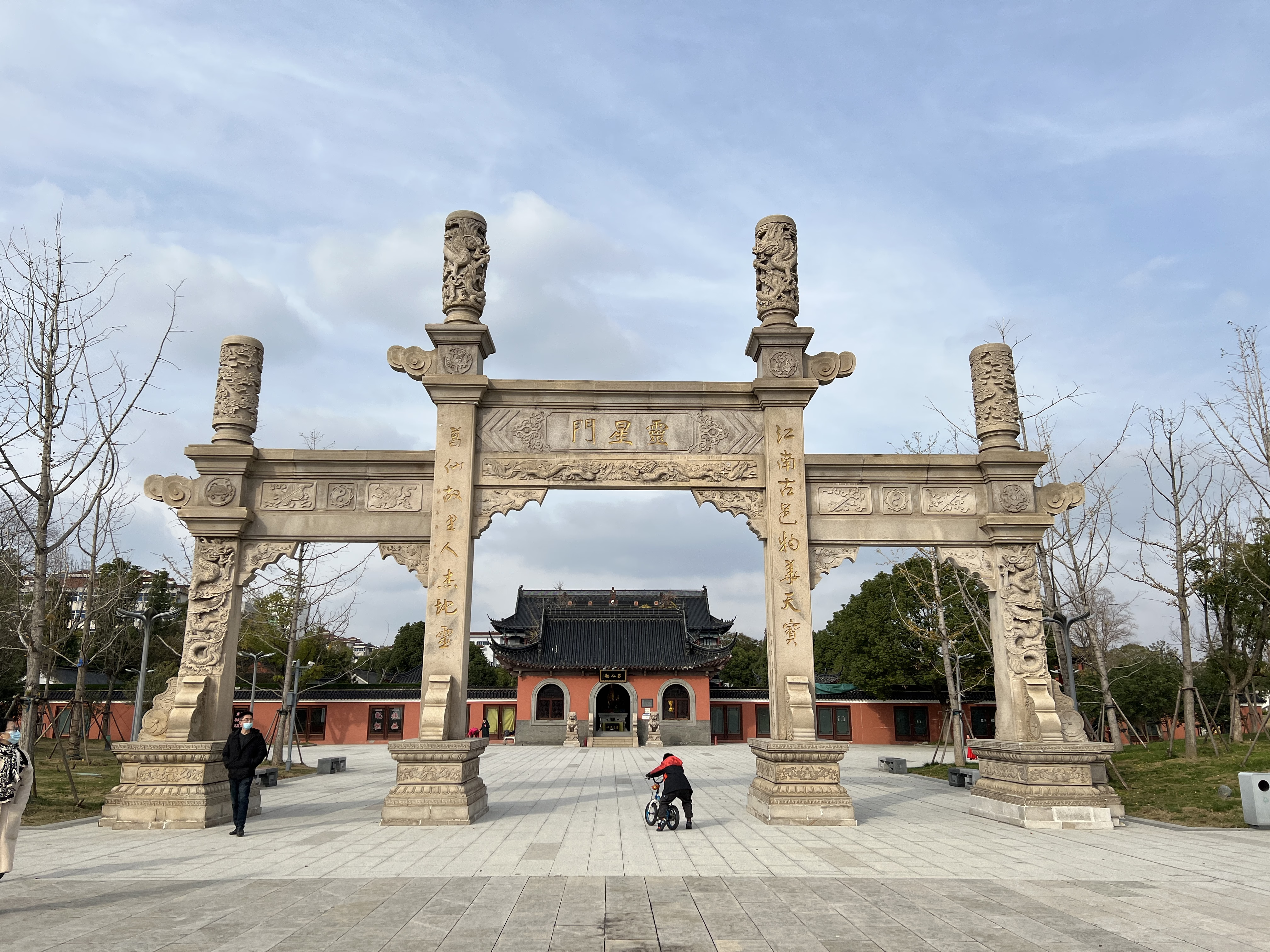
灵星门
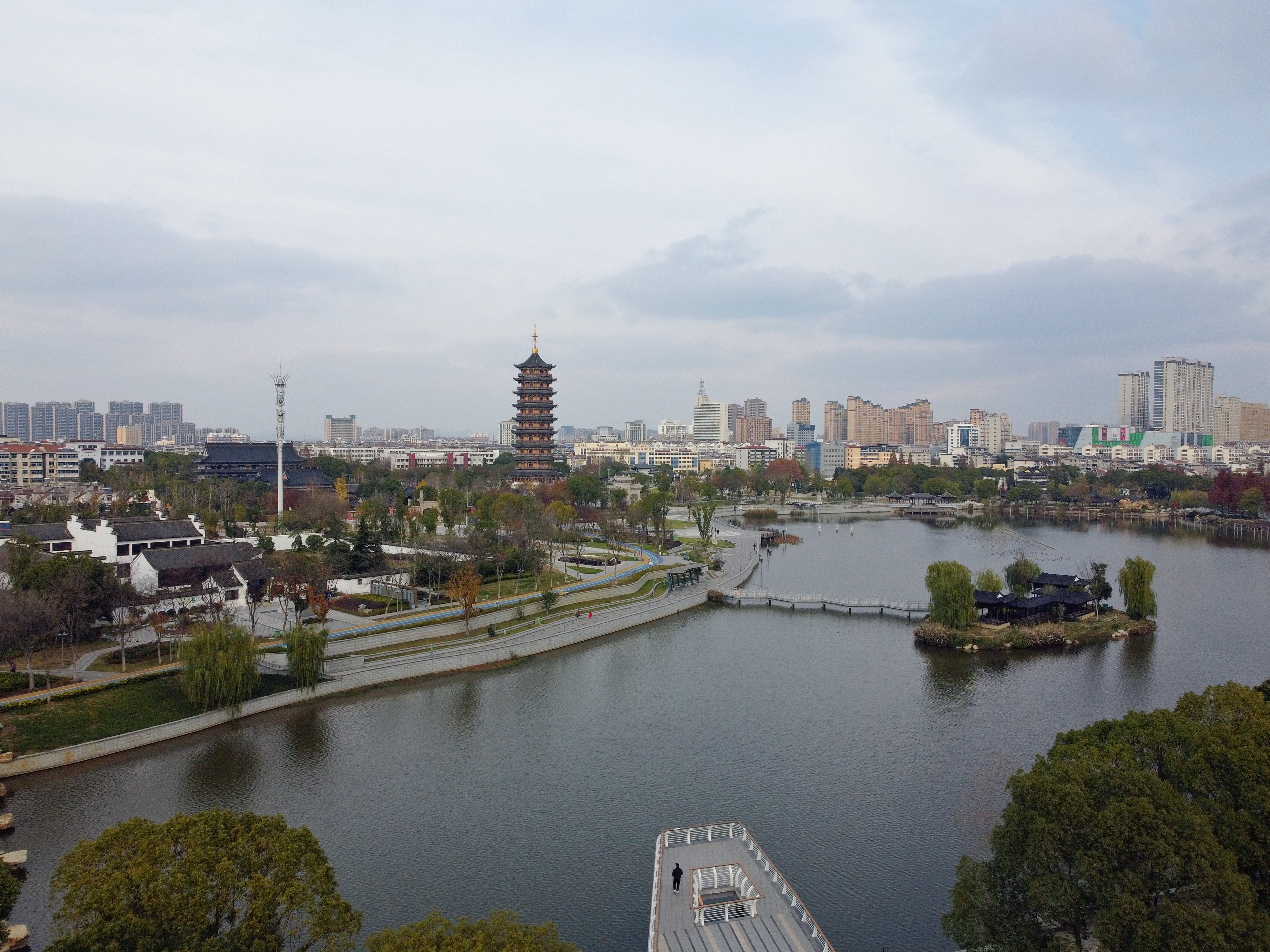
葛仙湖
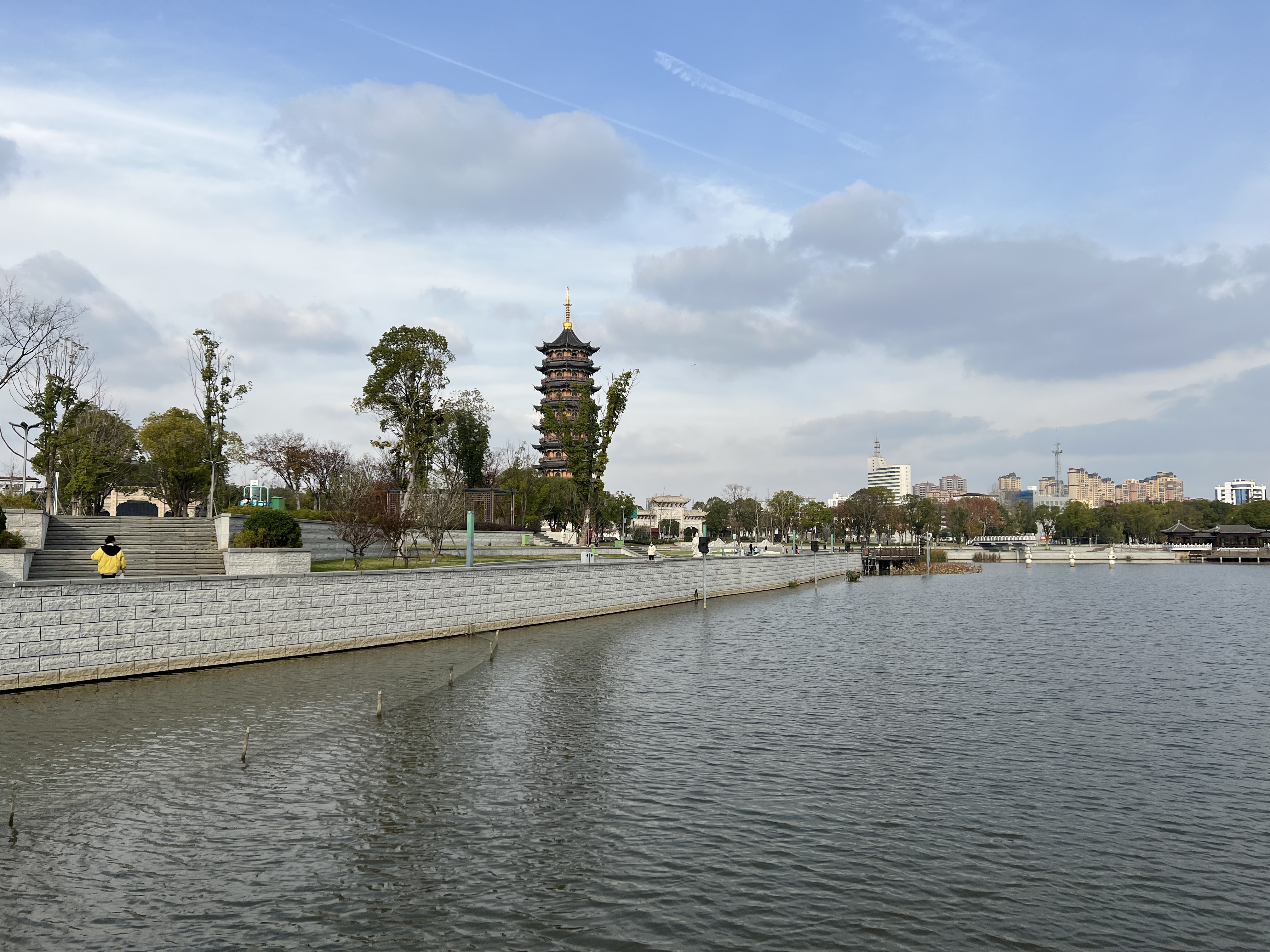
葛仙湖